# Burg Brüggen

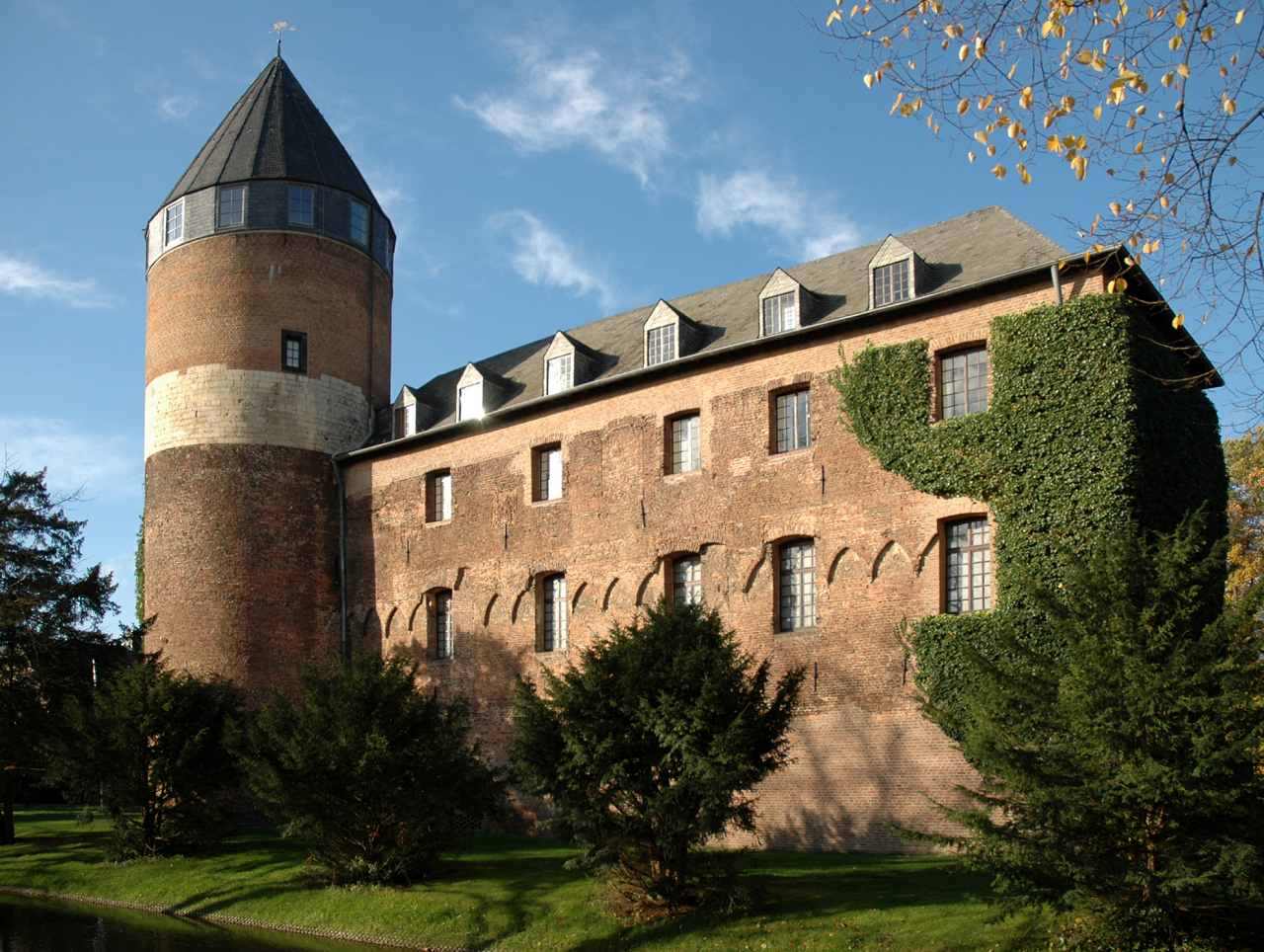
Die Burg Brüggen von Osten gesehen

Die Burg Brüggen ist eine Wasserburg im südöstlichen Teil der niederrheinischen Gemeinde Brüggen in Nordrhein-Westfalen. Sie war die bedeutendste Burg im Norden des Herzogtums Jülich.
Durch die Grafen von Kessel im 13. Jahrhundert zur Sicherung einer Furt über die Schwalm erbaut, kam sie Anfang des 14. Jahrhunderts in den Besitz der Jülicher Herzöge, welche die vorhandenen Gebäude durch eine Kastellburg aus Backstein ersetzten. Nach der Besetzung Brüggens 1794 durch Truppen Frankreichs wurde sie unter der französischen Regierung zu Beginn des 19. Jahrhunderts an einen Privatmann verkauft und beheimatet heute unter anderem ein Museum.

## Baubeschreibung

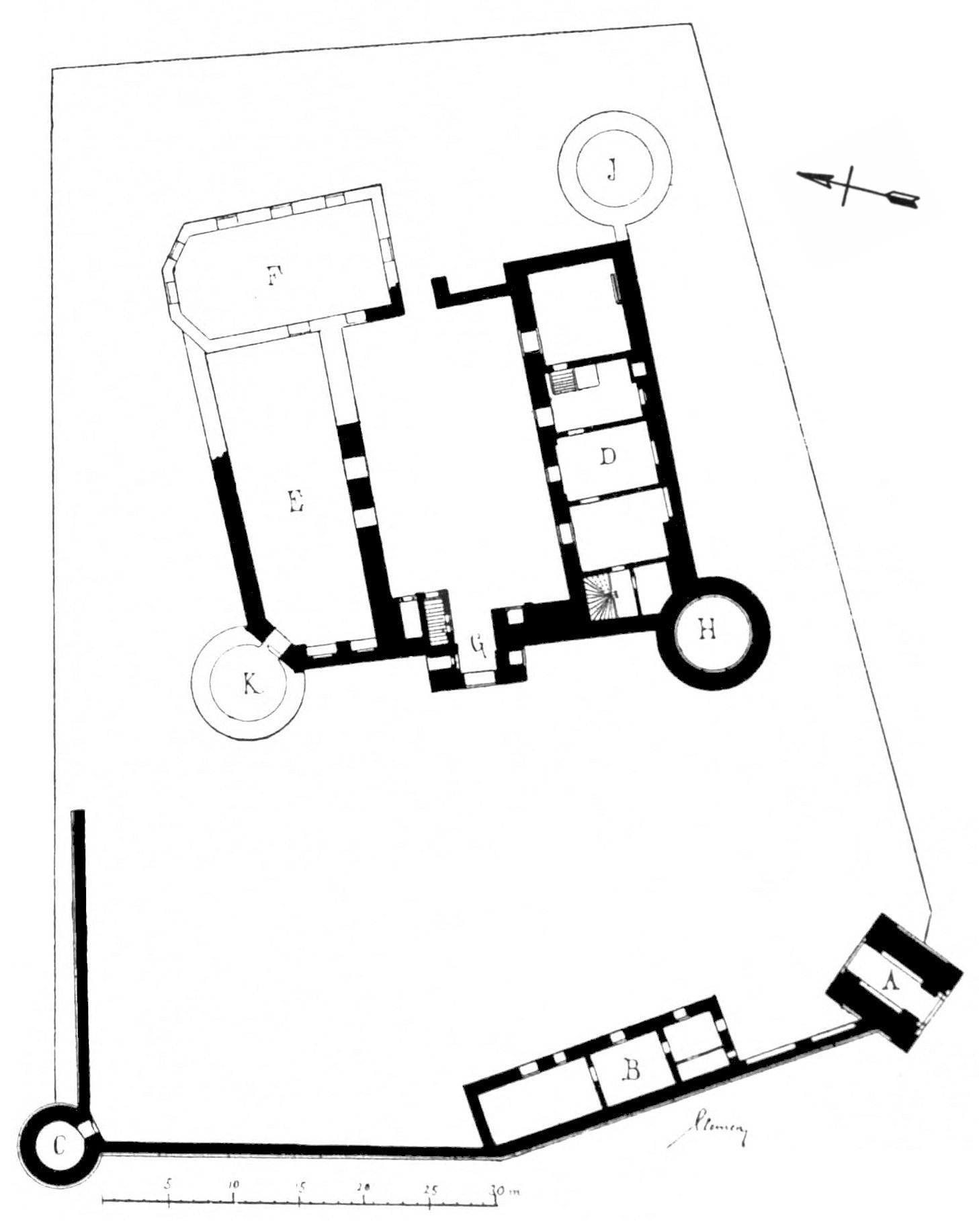
Grundriss der Burg; weiß: verschwundene Bauteile, schwarz: erhaltene Bauteile

Die mittelalterliche Burg Brüggen war eine von einem 14 Meter breiten Wassergraben umgebene Anlage mit vier runden Ecktürmen, die einen nahezu quadratischen, 40 × 37 Meter messenden Grundriss besaß. Die Kernburg war von einer 1,60 Meter dicken Ringmauer umgeben, die an der West- und Ostseite einen Wehrgang aufwies. Als zusätzlichen Schutz besaß sie an allen vier Seiten einen spätgotischen Zwinger. Zur Gesamtanlage gehörte eine westlich gelegene, sichelförmig angelegte kleine Vorburg mit einem massiven Torbau sowie eine Wassermühle, die mittlerweile als Restaurant genutzt wird.
Die einstigen Bauten sind heute nur noch teilweise vorhanden. Die Mauerreste der Ruine des einstigen Nordflügels ragen noch maximal bis zur Mitte des ersten Obergeschosses in die Höhe. Von der früher östlich daran anstoßenden Burgkapelle ist nur noch ein kleiner Rest der 1,60 Meter dicken Westmauer erhalten. Ebenfalls nur noch teilweise existent ist die einstige Ringmauer mitsamt einem Messerturm genannten Eckturm, der im Erdgeschoss ein Kuppelgewölbe aufweist, und der Torturm der Kernburg. Weitere Mauerreste der Anlage finden sich im Norden des Areals. Sie gehörten zur Zwingermauer und zu frühneuzeitlichen Bastionen.

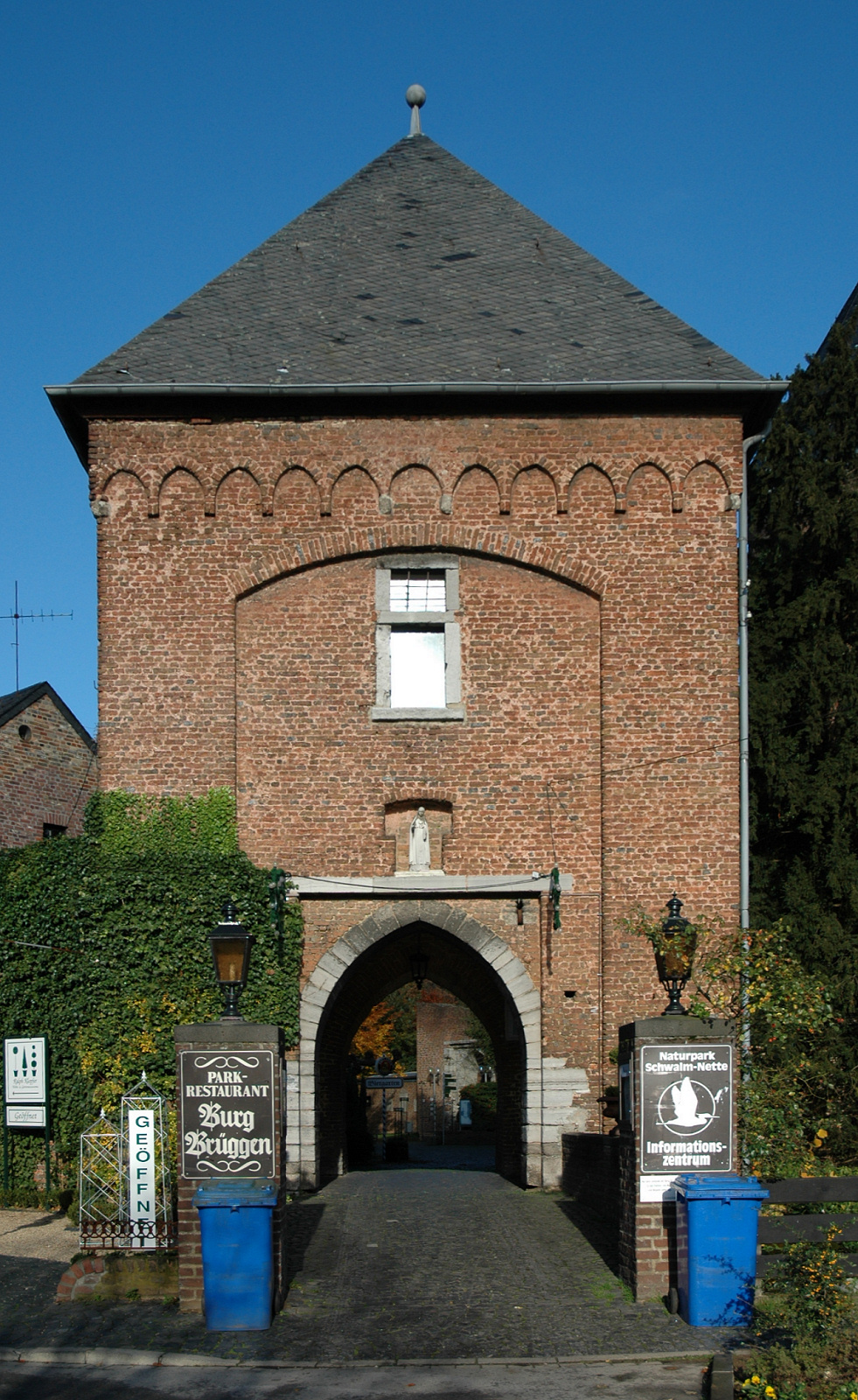
Torbau der Vorburg

Vollständig erhalten oder wieder aufgebaut sind der südlich gelegene, dreigeschossige Palas und der sich daran anschließende runde Südwest-Turm der Burg sowie der aus Backstein errichtete Torbau der Vorburg. Letzterer stammt in seinem Kern zwar aus dem 14. Jahrhundert, wurde aber im 16. Jahrhundert überformt. Er besitzt einen quadratischen Grundriss mit einer Seitenlänge von 8,10 Metern. Sein Spitzbogentor mündet in eine tonnengewölbte Durchfahrt. Darüber befindet sich im Obergeschoss ein Raum mit flacher Balkendecke. Den oberen Abschluss der Außenmauer bildet ein Spitzbogenfries, über dem sich ein einfaches Pyramidendach erhebt.
Die aus Backstein errichteten Mauern des Palas erheben sich über drei Geschosse auf einem 26,7 × 10 Meter messenden Grundriss. Ein Spitzbogenfries auf Höhe des zweiten Stockwerks an der südlichen Außenmauer zeigt an, wo sich im Mittelalter der Dachansatz befand, ehe das Gebäude erhöht wurde. Die Raumaufteilung im Inneren entspricht nicht mehr dem Ursprungszustand, sondern resultiert aus Umbauarbeiten im 16. Jahrhundert. Aus dieser Zeit stammt auch die große, barocke Treppe aus Eichenholz, welche die drei Geschosse des Gebäudes miteinander verbindet.
Mit dem Palas an dessen Südwest-Ecke verbunden ist der ehemalige südwestliche Eckturm der Kernburg. Sein ehemals oberstes Geschoss ist im Gegensatz zu den aus Ziegeln bestehenden darunter befindlichen Etagen und dem später ergänzten darüber liegenden Stockwerk aus Maastrichter Mergelsteinen errichtet. Sein Kegelhelm wurde ihm im Herbst 1994 nach Vorbildern aus dem 17. Jahrhundert neu aufgesetzt. Der Turm beheimatete früher ein Verlies und war nur über einen Hocheingang im ersten Geschoss zu betreten.

## Geschichte
1279 gaben die Grafen von Kessel ihren Stammsitz an der Maas, die Burg Kessel, wegen finanzieller Schwierigkeiten auf und verlegten die Verwaltung ihrer östlichen Besitztümer nach Brüggen, das aus einer Siedlung an der Kreuzung der zwei wichtigen Handelsstraßen von Venlo nach Erkelenz und von Köln nach Roermond hervorgegangen war. Zum Schutz dieses Handelsplatzes sollen die Grafen von 1264 bis 1284 dort eine Burg erbaut haben. Diese wurde urkundlich erstmals im Jahr 1289 erwähnt, als ihr Eigentümer Walram von Kessel sie samt der dazugehörigen Wassermühle am Heiligen Abend des Jahres dem Herzog Johann I. von Brabant zu Lehen auftrug. Als Nachfolger einer Motte hatte sie die Familie von Kessel nach holländischen Vorbildern auf einer Kiesinsel in den sumpfigen Schwalmauen erbaut. Doch schon 1305 starben die zuletzt verarmten Grafen von Kessel aus, und die Burganlage kam 1306 als brabantisches Lehen an die Grafen und späteren Herzöge von Jülich. Diese ließen die alten Bauten etwa Mitte des 14. Jahrhunderts niederlegen und durch eine Kastellburg aus Backstein ersetzen. In den folgenden rund 150 Jahren wechselten ihre Besitzer mehrfach. Unter ihnen finden sich ab 1433 die Grafen von Moers, welche die Anlage als Pfand für 12.000 Rheinische Gulden in Besitz hatten, und die Grafen von Wied, ehe das Jülicher Herzogshaus die Burg 1494 zurückerwarb.
Im Zuge der Rebellion Adolf von Egmonds gegen seinen Vater Arnold, dem Herzog von Geldern, ließ der mit Arnold verbündete Burgunderherzog Karl der Kühne die Burg Brüggen 1473 durch seine Truppen erstürmen und – wie die gesamte Stadt – in Brand setzen. Zuvor galt sie als uneinnehmbar. 1474 kam es zu einer erneuten Plünderung der Burg, diesmal durch geldrische Soldaten. Die Anlage wurde danach jedoch wiederaufgebaut und sogar erweitert. Auf die bisher zweistöckigen Gebäude wurde ein drittes Geschoss aufgesetzt und die Nordseite durch Aufschüttung eines Erdwalls 1474/75 verstärkt. Ab 1520 kamen weitere Befestigungen wie zum Beispiel Bastionen hinzu, um die Burg den Gegebenheiten der modernen Pulverwaffen anzupassen. Die Kernburg wurde mit einer Zwingermauer umgeben, wozu ein Teil des Burggrabens verfüllt werden musste. Der Ausbau der Befestigungsanlagen erfolgte vermutlich durch ein Mitglied der berühmten italienischen Baumeisterfamilie Pasqualini. Zeitgleich dazu wurde wahrscheinlich der östliche Eckturm abgerissen und an seiner Stelle eine neue Burgkapelle errichtet, deren Vorgänger schon 1467/68 erstmals urkundlich Erwähnung fand. Im Zeitraum von 1561 bis 1577 wurde der Palas auf seine heutige Höhe aufgestockt, mit neuen größeren Fenstern versehen und die Raumaufteilung in seinem Inneren grundlegend verändert, um als Wohnetage für Herzog Wilhelm V. zu dienen. Zudem erhielt die Burg durch eine bastionierte Wallanlage mit Kasematten im Norden und Westen einen festungsartigen Charakter.
Während des Siebenjährigen Kriegs waren Burg und Stadt Brüggen 1758 zeitweilig in der Hand des Herzogs Ferdinand von Braunschweig-Wolfenbüttel. 1770 erfolgte der Umbau des Renteigebäudes unter der Leitung des herzoglichen Baumeisters Klees. Zudem wurden die bis zu acht Meter hohen Burgwälle teilweise abgetragen.
Bis zur Besetzung Brüggens 1794 durch Truppen Frankreichs blieb die Anlage in Jülicher Besitz und diente als Landesburg zur Sicherung der nördlichen Grenzen des Jülicher Territoriums. 1801 verkaufte die französische Regierung den Besitz an den letzten Jülicher Amtmann Johann Ludwig Dortans, über den er 1815 durch Versteigerung an den Amerner Großhändler Johann Heinrich Printzen kam. Die Privatmänner ließen die seit dem 18. Jahrhundert allmählich verfallene Burg samt Festungswerken zu 75 % schleifen, um die Steine als Baumaterial für andere Projekte nutzen zu können. 1934 erwarb schließlich das Ehepaar Wilhelm und Gertrud Stroetges die Anlage von den Erben Printzens. Sie bauten den Wirtschaftsteil der Burg zu einer beliebten Ausflugsgaststätte aus. Durch zwei Bombentreffer während des Zweiten Weltkriegs wurde der Palas der Anlage schwer beschädigt, nach ersten baulichen Notmaßnahmen aber mit den übrigen Bauten der Burg von der Familie Stroetges umfassend restauriert. Die Gemeinde Brüggen pachtete im Jahr 1973 die noch erhaltenen Gebäude, um darin ein Museum zu eröffnen. Nach ersten dazu nötigen Baumaßnahmen ab 1974 folgten 1975 Ausgrabungen, die eine weitgehende Klärung der bisherigen Baugeschichte brachten. Mit Hilfe des Landes NRW und des Landschaftsverbandes Rheinland konnten die Wiederaufbau- und Umbaumaßnahmen bis 1979 abgeschlossen werden.

## Heutige Nutzung und Eigentumsverhältnisse
Die Burg befindet sich seit 2024 durch Kauf im Besitz der Burggemeinde Brüggen. Diese betreibt seit 1979 im ehemaligen Palas und Südwest-Turm ein regionales Jagd- und Naturkundemuseum, in dem einheimische, zum Teil schon ausgestorbene Tierarten sowie Waffen aus der Steinzeit bis zum 19. Jahrhundert zu sehen sind. Seit Mai 2000 findet sich dort auch Brüggens Touristik-Information, und seit dem Jahr 2002 können sich dort Besucher zudem über den Naturpark Maas-Schwalm-Nette informieren.
Zusätzlich dienen die Gebäude und das Burgareal regelmäßig als Ort für kulturelle Veranstaltungen wie Konzerte, Theateraufführungen und Kunstausstellungen. Die örtliche Industrie- und Handelskammer hält dort regelmäßig Veranstaltungen ab, und im Burgsaal sind seit Mitte 2009 auch standesamtliche Trauungen möglich.